# Erik Larsson (tiratore di fune)
Erik Victor Larsson (Axberg, 14 maggio 1888 – Stoccolma, 23 agosto 1934) è stato un tiratore di fune svedese.

## Biografia
Ha partecipato ai giochi olimpici di Stoccolma del 1912, dove ha vinto la medaglia d'oro nel tiro alla fune con la squadra svedese, vincendo nella finale contro la squadra britannica.

## Palmarès
In carriera ha conseguito i seguenti risultati:
- Giochi olimpici

Stoccolma 1912: oro nel tiro alla fune.